# دارکوب شمالی
دارکوب شمالی (نام علمی: Leuconotopicus borealis) نام یک گونه از تیره دارکوب است.